# Hannsjörg Voth
Hannsjörg Voth es un artista nacido el 6 de febrero de 1940 en Bad  Harzburg, Alemania, está casado con la artista Ingrid Armslinger. Es reconocido principalmente por su estilo Land Art que desarrolló a lo largo de tres décadas en el desierto de Marruecos donde reside 6 meses al año, tales como la «Escalera Celeste» (Himmelstreppe), la «Espiral Aúrea» (Goldene Spirale) y la «Ciudad de Orión» (Stadt des Orion). La mayoría de sus exposiciones se han realizado en su Alemania natal.

## Inicios

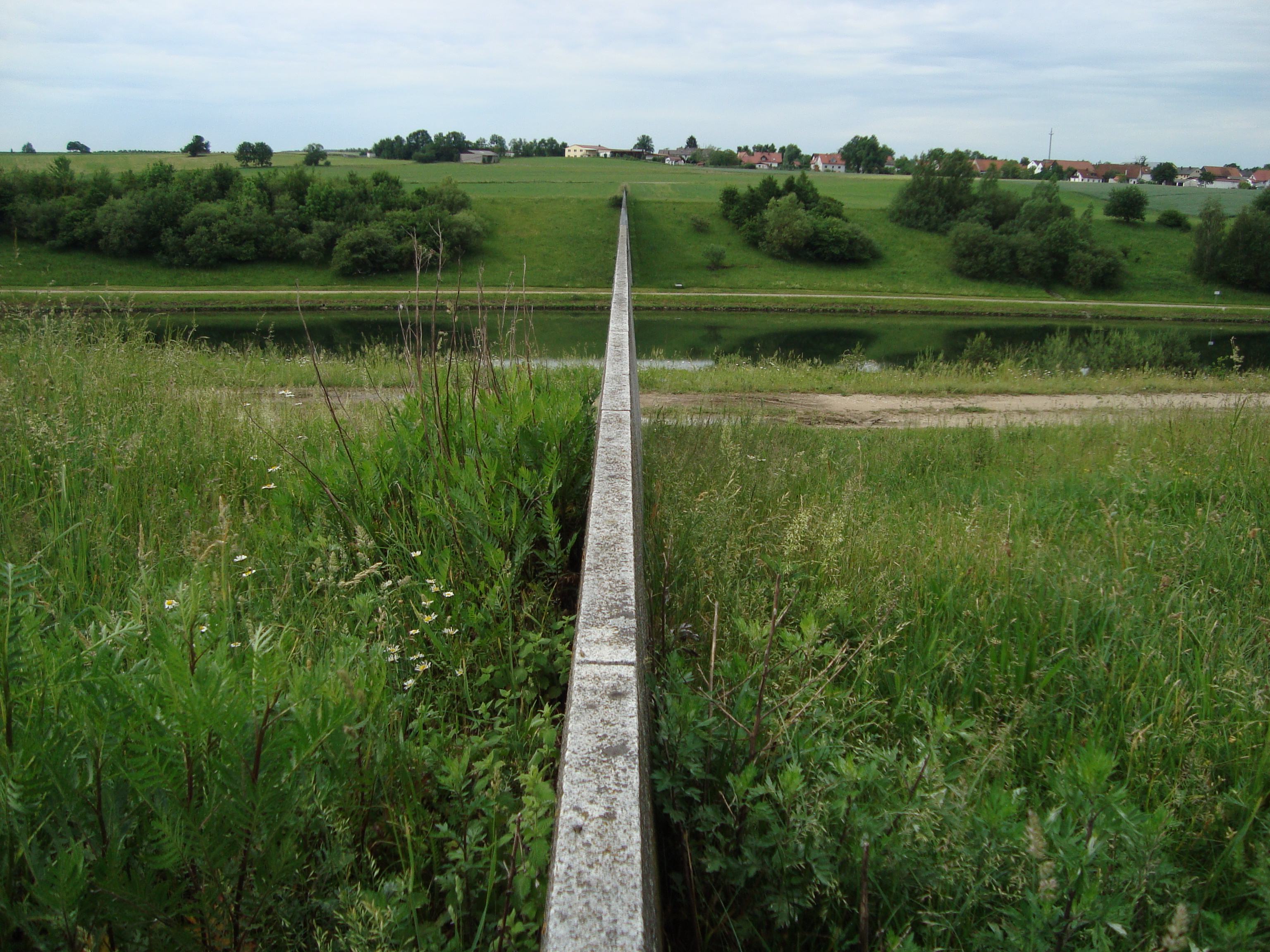
Scheitelhaltung en el canal Rin-Meno-Danubio, de Voth.

Comienza como carpintero, oficio que abandonaría tras un viaje a Italia, Turquía, Irán y Marruecos donde comienza a dibujar y realizar acuarelas por primera vez. En los años de 1962 a 1966 estudia pintura y diseño gráfico en la Universidad de Bremen.
En 1968 se instala en la ciudad de Münich donde comienza a trabajar en diseño gráfico, con el dibujo y la pintura. Ya en 1969 realiza unas pinturas en acrílico de gran porte reflejando la represión en las sociedades burocráticas.
En 1970 comienza a incorporar las obras en el paisaje y a relacionarlas con las personas, dando comienzo a la etapa del land art. Entre sus obras de esa década se encuentran escaleras, círculos y embarcaciones. En 1976 creó en lápiz y acuarela sobre papel el llamado Platz der Macht de 1,22 metros de alto por 1,92 de alto.
En 1978 con su proyecto Reise ins Meer viajó a través de Alemania y los Países Bajos haciendo alusión al viaje final de los faraones a través del Río Nilo, en su viaje transportaba una momia de 20 metros de largo en una balsa de madera surcando el río Rin. Con la momia comenzó su travesía en la ciudad alemana de Ludwigshafen am Rhein pero su éxito duraría tan sólo 9 días, cuando la momia se prendió fuego cuando alcanzaron mar abierto.
Das Boot aus Stein (1978-1982) sería su próxima obra, realizada en los Países Bajos por un problema con Alemania y era una estructura piramidal de madera que se instalaría en IJsselmeer, cercano a Trintelhaven, comenzando su construcción en 1981. La base estaba realizada con nueve pilas en el fondo del IJsselmeer y su estructura fue recubierta con un plástico oscuro, sirviéndole a Voth de taller y refugio temporario a la vez. Un bloque de piedra azul bávaro se encontraba en la sala central de la pirámide en el que Voth trabajaba para convertirlo en un barco. Junto al área de trabajo se encontraba una mesa central en forma de U para las cenas con invitados que se realizaban una vez por mes y en su entorno una sala de estar, una cocina y varios cuartos de invitados.
Voth se mudó a la pirámide en abril de 1981, con intención de permanecer allí durante un año pero el invierno de 1981 a 1982 en IJsselmeer se hizo muy crudo y a fines de noviembre fue muy peligroso para Voth permanecer allí, por lo que se vio obligado a abandonar la pirámide. El 27 de enero de 1982, la pirámide fue arrancada de su base quedando a la deriva en IJsselmeer, el barco de piedra azul bávaro se hundió en el acto y la pirámide se halló a unos kilómetros de distancia. A pedido de Voth, el barco de piedra se ha mantenido en la parte inferior del IJsselmeer desde entonces.
El Scheitelhaltung (1992) es una estructura de granito que marca la línea de la vertiente del agua en el canal Rin-Meno-Danubio y que puede ser visto desde la distancia ya que tiene unas medidas de 144 x 3 x 14 metros en total.

## El arte en el desierto
Desde mediados de la década de 1980 pasa 6 meses en Marruecos, en la llanura de Marha y allí es donde construye sus proyectos más reconocidos ayudado por trabajadores lugareños. Lo describen como un artista que estudia profundamente los mitos locales y sus signos culturales, a su vez que escoge el desierto por su condición de "paisaje cero", experimenta con una cultura que se relaciona con Europa y con la tradición de construcciones realizadas en barro.
La «Ciudad de Orión» está compuesta por siete grandes torres que en tres dimensiones representan la constelación de Orión, que tiene su origen en el poema épico de Gilgamesh de la cultura sumero-babilónica. La «Escalera Celeste» es un edificio aislado de 16 metros compuesto por 56 peldaños que asemeja a los observatorios celestes y con una sombra que gira -tanto del sol como de la luna- alrededor de la misma, la obra tiene un documental de 59 minutos que ganó el Gran Premio Internacional de Documentales Creativos URTI en 1988. Su otro trabajo, la «Espiral Aúrea» es un muro de 260 metros cargado de simbolismos e imágenes de astros, dejando en claro su obsesión personal con el cosmos, y expandiéndose uniformemente siguiendo la sucesión de Fibonacci. Voth se define a sí mismo como:

"Un artista que hace formas con visión arquitectónica".
Hannsjörg Voth.

Sus trabajos son autofinanciados y los define más como una necesidad personal que una manera de cambiar el mundo; según Emanuel Borja, el escritor y crítico de arte español, la inspiración de Voth se debe a la profesión de su padre:

"Creo que Hannsjörg Voth es a la vez alimentada por la nostalgia de su padre, que era arquitecto, y los orígenes del arte que son consustanciales con el acto de la construcción".
Emanuel Borja

En 2004 con la ayuda de la Embajada de Alemania, el Instituto Goethe y la Fundación ONA realizó una exposición en Casablanca mostrada por primera vez en el Instituto Valenciano de Arte Moderno (IVAM) en la Villa des Arts.

## Premios y reconocimientos
- 1973: Estado de Baviera Premio de Pintura
- 1974: Premio de las Artes Plásticas de la ciudad de Münich
- 1977: Primer Premio de Pintura Arte, Philip Morris
- 1977: Z-Star del Año de viaje proyecto al mar
- 1977: Premio de Arte de la Comisión de Cultura de la Federación de la Industria Alemana
- 1977: Precio Bienal noruego, Print Bienal de Fredrikstad
- 1980: Premio Arnold Bode
- 1981: Premio de Gabriele Münter y John Eicher Fundación
- 1981: Beca de la Fundación Príncipe Regente Luitpold
- 1982 y 1986: Beca del Fondo de Arte de Bonn

## Proyectos
- Feldzeichen (Münich, 1973–1975)
- Platz der Macht (Lüneburger Heide, 1975–1976)
- Steine leben ewig (Lüneburger Heide, 1977)
- Neubepflanzung zweier Rosenbeete (Colombi-Park, Freiburg, 1977)
- Reise ins Meer (Ludwigshafen – Mar del Norte, 1976–1978)
- Boot aus Stein (Lago IJssel, Países Bajos, 1978–1981)
- Erdkreuz (IGA 1983 Münich, 1983)
- Himmelsleiter (Freiburg, 1983)
- Steinhaus mit Seelenloch (Berlín, 1985)
- Himmelstreppe (Llanura de Marha, Marruecos, 1980–1987)
- Lebensbogen (cerca de Münich, 1989)
- Scheitelhaltung (Río Rin, Hilpoltstein, 1992)
- Zwischen Sonnentor und Mondplatz (Oficina Europea de Patentes, Münich, 1991–1993)
- Wachstumsspirale (Freising/Weihenstephan, 1993–1994)
- Pegel Insel Ried (Donauwörth, 1994)
- Arche (Fundación Schweisfurth, Hermannsdorf, 1993–1996)
- Goldene Spirale (Llanura de Marha, Marruecos, 1993–1997)
- Stadt des Orion (Llanura de Marha, Marruecos, 1998–2003)